# Атомно-абсорбционная спектрометрия
А́томно-абсорбцио́нная спектрометри́я (ААС) — распространённый в аналитической химии инструментальный метод количественного элементного анализа (современные методики атомно-абсорбционного определения позволяют определить содержание почти 70 элементов Периодической системы)  по атомным спектрам поглощения (абсорбции) для определения содержания металлов в растворах их солей: в природных и сточных водах, в растворах-минерализатах, технологических и прочих растворах.
Прибором для ААС служит атомно-абсорбционный спектрометр, основными элементами которого являются источник света, атомизатор, спектральный прибор и электронная система. Определение содержания элемента в пробе проводят с использованием экспериментально установленной функциональной зависимости между аналитическим сигналом и концентрацией элемента в градуировочном растворе.

## История
Впервые спектральные линии поглощения атомов были обнаружены при изучении спектра Солнца в начале XIX века английским врачом и химиком Уильямом Волластоном, а затем и немецким физиком Иосифом Фраунгофером. Связь между видами спектров атомного поглощения и испускания и химическим составом нагретого газа была установлена немецкими учёными Робертом Бунзеном и Густавом Кирхгофом в 1859—1861 годах. С того времени спектры испускания (эмиссии) атомов стали широко применять в качественном и количественном определении элементов ПСХЭ в пробах разного состава и агрегатного состояния. Спектры поглощения (абсорбции) атомов в аналитических целях стали применять с 1930—1940-х годов для идентификации некоторых элементов в атмосферах звёзд, а также для определения содержания ртути в различных пробах и атмосфере помещений, однако они не были широко распространены в связи с тем, что отсутствовала удобная и высокочувствительная схема измерения.
В 1955 году британско-австралийский физик Алан Уолш предложил простой и легко осуществимый на практике способ количественного определения содержания элементов в растворах, распыляемых в пламя ацетилен—воздух, по поглощению излучения атомных линий от специальных селективных ламп. Этот способ, лежащий в основе аналитического метода атомно-абсорбционной спектрометрии, предопределил развитие метода в дальнейшем. В 1962 году основанная Уолшем фирма Techtron выпустила первый в мире серийный атомно-абсорбционный спектрометр АА-2. В качестве атомизатора вначале служило пламя, однако в 1960-х годах Борис Львов и Ганс Массман предложили использовать графитовую печь, которые для ААС впоследствии стали производить в промышленности.

## Аппаратура
Приборы для атомно-абсорбционного анализа — атомно-абсорбционные спектрометры. Они представляют собой прецизионные высокоавтоматизированные устройства, которые обеспечивают воспроизводимость условий измерений, автоматическое введение проб и регистрацию результатов измерения.
Основными элементами данного устройства являются: источник света, излучающий характерную узкую спектральную линию анализируемого вещества; атомизатор для перевода данного вещества в атомный пар; спектральный прибор для выделения характерной аналитической линии вещества и электронная система, необходимая для детектирования, усиления и обработки аналитического сигнала поглощения.
Определение содержания элемента в пробе проводят с использованием экспериментально установленной функциональной зависимости (градуировочной функции) между аналитическим сигналом (абсорбция, оптическая плотность) и концентрацией элемента в образце сравнения. Градуировочная функция может представлять собой либо математическую формулу, либо график.

### Источник излучения
Основными требованиями к источникам излучения, применяемым в атомно-абсорбционной спектрометрии, являются их узкополосность, высокая стабильность по частоте и интенсивности, высокая интенсивность резонансных линий, низкий уровень шумов, отсутствие сплошного фонового излучения, отсутствие спектральных наложений на резонансную линию и незначительное её самопоглощение, минимальное время установления рабочего режима и минимальный размер тела свечения (для фокусировки прибора в узких аналитических зонах).
Существует несколько видов источников света. Наиболее часто применяют лампы с полым катодом, безэлектродные лампы и настраивающиеся лазеры.
Лампа с полым катодом состоит из полого катода цилиндрической формы, рядом с которым находится вольфрамовая проволока — анод. Сама лампа представляет собой цилиндрический стеклянный баллон, который наполнен инертным газом. Катод лампы изготовлен из определяемого в ходе анализа элемента или его сплава. Свет необходимой длины волны, поглощаемый в атомизаторе атомами определяемого элемента, в результате излучается. Наибольшая длина волны определяется линией Cs — 852 нм, наименьшая — линией As — 193,7 нм; более короткие волны в атомно-абсорбционном анализе не используют из-за сильного поглощения их кислородом воздуха.
Внутри безэлектродной лампы с помощью катушки, по которой проходит ток высокой частоты, создается сильное электромагнитное поле. В это поле помещается маленькая кварцевая ампула, содержащая летучее соединение определяемого вещества. Принцип действия аналогичен принципу лампы с полым катодом. Основной недостаток такого вида источника света — необходимость в дополнительном устройстве для питания — высокочастотном генераторе.
Настраивающиеся лазеры в качестве источников излучения стали применять с 1974 года. Их применение позволяет обойтись без большого набора ламп, так как один такой лазер можно использовать для всех элементов, однако широкому его использованию препятствует дороговизна.

### Атомизатор
Атомно-абсорбционный метод анализа основан на поглощении излучения оптического диапазона свободными атомами. В связи с тем, что в оптическом диапазоне, соответствующем энергиям валентных электронов, свободные атомы и многоатомные частицы дают различные спектры. Поэтому важнейшей предпосылкой АА определений является перевод определяемого вещества в атомный пар. Для этого используется источник высокой температуры — атомизатор.
Существуют два основных метода атомизации, широко применяемых на практике:
- пламенный
- электротермический (непламенный).

Пламенная атомизация характеризуется тем, что источником высокой температуры служит пламя. Атомизатор представляет собой горелку, в которую непрерывно подаются горючие газы в смеси с окислителями. В атомизатор с помощью форсунки-распылителя подаётся анализируемый раствор. Наиболее распространёнными в атомной абсорбции являются следующие составы смесей:
1. светильный газ—воздух: пламя с температурой в интервале 1500—1800 °С;
2. ацетилен—воздух: пламя с температурой до 2200—2300 °С (зависит от соотношения потоков ацетилен—воздух);
3. ацетилен—закись азота: высокотемпературное пламя (до 2900 °С).

Воздушно-ацетиленовое пламя применяют для определения щелочных и щелочноземельных металлов, а также Cr, Fe, Со, Ni, Mg, Mo, Sr и благородных металлов. Такое пламя обладает высокой прозрачностью в области длин волн более 200 нм, слабой собственной эмиссией и обеспечивает высокую эффективность атомизации более 30 элементов. Частично ионизируются в нём только щелочные металлы. Пламя ацетилена и оксида азота (I) имеет гораздо бо́льшую температуру, так как закись азота является термодинамически неустойчивым соединением. В пламени оно быстро распадается, высвобождая значительную дополнительную энергию, в то время как при сгорании воздушно-ацетиленовой смеси часть тепла расходуется на нагрев азота до температуры пламени. Пламя ацетилена и N2O отличается высокой прозрачностью во всем интервале длин волн, используемых в атомно-абсорбционном анализе (190—850 нм). Основными его недостатками являются сильное собственное свечение и высокая степень ионизации ряда элементов. Эти два вида пламени совместно позволяют определить около 70 элементов, когда другие типы газовых смесей имеют более узкое применение. Например, воздушно-пропановое пламя используется, как правило, только для определения щелочных металлов, Cd, Cu, Ag и Zn.
Метод электротермической атомизации был разработан Борисом Львовым, который в 1959 году сконструировал первый непламенный атомизатор — графитовую кювету, а в 1961 году опубликовал данные о её аналитических возможностях. Данный метод характеризуется тем, что атомизатором служит графитовая печь (трубка, длиной 50 мм и внутренним диаметром 4—5 мм), которая нагревается электрическим током большой силы. Анализируемое вещество вводится на торец графитового электрода, который после высушивания нанесённой капли подаётся в предварительно нагретую графитовую печь через коническое отверстие в её стенке. В момент соприкосновения электрода с трубкой происходит дополнительный разогрев электрода мощным дуговым разрядом, зажигаемым между внешним концом введённого в печь электрода с пробой и вспомогательным электродом. В итоге внутри печи происходит эффективная атомизация вещества. Для того, чтобы предотвратить быстрое выгорание графита, трубку помещают в атмосферу инертного газа (аргона высокой чистоты). Позже Ганс Массман упростил конструкцию графитовой печи: его графитовый трубчатый атомизатор представляет собой открытый с обоих концов цилиндр длиной 40 мм с внутренним диаметром 6 мм и толщиной стенок не более 1,5 мм, а в центре атомизатора — отверстие для ввода анализируемого вещества.
Принципиальное различие между графитовой кюветой Львова и печью Массмана заключается в том, что в конструкции Львова испарение вещества с подставного электрода осуществляется в уже нагретую до необходимой температуры полость, а в печи Массмана проба размещается на стенке холодной трубки, и последующее её испарение происходит по мере нарастания температуры стенок. Это привело к определённому кризису в применении электротермических атомизаторов в 1970-х годах. Из-за сильного влияния состава проб на результаты определений при использовании графитовой печи Массмана наблюдалась отчётливая тенденция устранить или ослабить этот недостаток. Однако в 1977 году Борис Львов усовершенствовал графитовую печь. В его новой конструкции испарение проб в печь происходило с платформы, которая получила название «платформа Львова». Максимальная рабочая температура при непламенном методе атомизации — в интервале от 2600 до 2700 °С.

## Принцип действия
Атомно-абсорбционная спектрометрия наиболее широко разработана для работы с жидкими веществами. Исходя из этого, для проведения анализа выполняют следующие операции:
1. Проводят пробоотбор (отбирают часть вещества от объекта анализа, которая максимально полно отражает его химический состав).
2. От твёрдой пробы отбирают определённую навеску, растворяют её в подходящих растворителях с целью перевода изучаемого элемента в раствор. От жидкой пробы отбирают фиксированную аликвоту и подготавливают рабочий раствор для анализа по тем же принципам.
3. Готовят серию рабочих градуировочных растворов, охватывающих необходимый диапазон градуировочного графика.
4. Подготавливают к работе атомно-абсорбционный спектрометр для регистрации сигнала в оптимальных условиях абсорбции изучаемого элемента.
5. Вводят анализируемое вещество в атомизатор, создают поглощающий слой атомного пара и производят измерение аналитического сигнала.
6. Последовательно вводя в атомизатор градуировочные растворы, получают градуировочную характеристику (функциональную зависимость между аналитическим сигналом и концентрацией элемента в градуировочном растворе).
7. С её использованием определяют концентрацию изучаемого элемента в растворе пробы и в исходной пробе.

## Применение
Методы атомно-абсорбционной спектрометрии применяют в анализе практически любого технического или природного объекта. Современные методики АА определения позволяют определить содержание почти 70 элементов Периодической системы. Из технических объектов методами атомно-абсорбционной спектрометрии анализируют металлы, сплавы, продукты гидрометаллургической переработки руд и так далее. Например, в золоте определяют содержание серебра, свинца и меди, в почвах, удобрениях, растениях — цинк, железо, магний, медь и другие элементы. Данный метод часто используют в клинических и различных биологических анализах (кровь, сыворотка крови и другие) на определение свинца, ртути и висмута.